# Ábner
Az Ábner héber eredetű férfinév (אַבְנֵר Avnér), jelentése: az atya fény, szövétnek, világosság atyja

## Gyakorisága
Az újszülötteknek adott nevek körében az 1990-es években szórványosan fordult elő. A 2000-es és 2010-es években sem szerepelt a 100 leggyakrabban adott férfinév között.
A teljes népességre vonatkozóan a 2000-es és a 2010-es években az Ábner nem szerepelt a 100 leggyakrabban viselt férfinév között.

## Névnapok
ajánlott névnap:
- november 19.[2]

## Híres Ábnerok
- Ábner, bibliai személy, Saul és Isbóset hadvezére